# 레미 마르탱

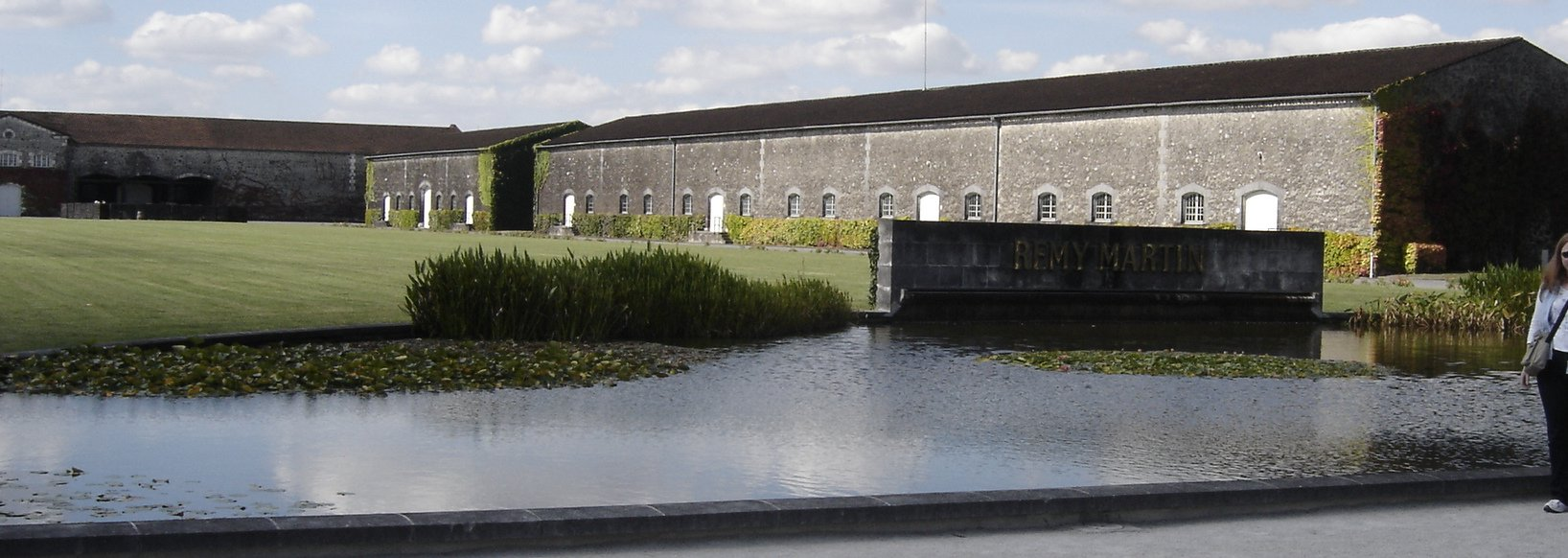

레미 마르탱(프랑스어: Rémy Martin)은 프랑스의 코냑 브랜드이다.

## 같이 보기
- 브랜디
- 코냑